# Oleksandr Omeltschenko

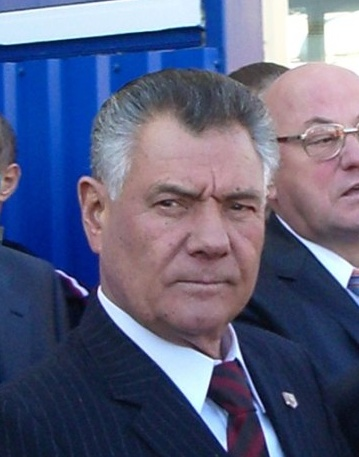
Oleksandr Omeltschenko 2005

Oleksandr Oleksandrowytsch Omeltschenko (* 9. August 1938 in Sosiw, Oblast Winnyzja, Ukrainische SSR; † 25. November 2021) war ein ukrainischer Politiker (Blok Nascha Ukrajina – Narodna samooborona) und von 1999 bis 2006 Bürgermeister der ukrainischen Hauptstadt Kiew.

## Leben
Der Vater von Oleksandr Omeltschenko absolvierte die Fachschule in Charkiw und war als Vorarbeiter am Bau eines Staudamms im Dorf Sosiw im Rajon Lypowez der Oblast Winnyzja angestellt und lernte dort seine Frau, die Mutter von Oleksxandr kennen, die er heiratete. Oleksandr kam im Dorf 1938 zur Welt, und nachdem der Vater im Zweiten Weltkrieg zur Armee eingezogen wurde, zog die Mutter mit den Geschwistern nach Karabatschyn (Карабачин) im Rajon Brussyliw der Oblast Schytomyr. 1956 beendete Omeltschenko die Schule in Brussyliw und absolvierte 1959 die Kiewer Hochschule für Architektur und Design. Zwischen 1959 und 1961 arbeitete er in der Oblast Kiew in einer Zementfabrik und leistete seinen Militärdienst ab. 1974 schloss Omeltschenko ein Studium an der Kiewer Nationalen Universität für Bauwesen und Architektur und 1978 am Kiewer Institut für Volkswirtschaft ab.
Zwischen 1987 und 1989 war er als Bauberater in Afghanistan und ging im Anschluss nach Armenien, wo er von März bis Juli 1989 als Chefingenieur mit der Beseitigung der Folgen eines Erdbebens beschäftigt war. Im November 1989 verteidigte er seine Dissertation zum Ph.D. (Kandidat der technischen Wissenschaften).
Omeltschenko war vom 8. August 1996 an der Vorsitzende der Stadtverwaltung der Stadt Kiew. Bei der ersten Wahl zum Kiewer Bürgermeister Ende Mai 1999 setzte sich Omeltschenko mit 76 Prozent der Wählerstimmen gegen den Oligarchen Hryhorij Surkis (16 %) durch. Er wurde somit zum ersten gewählten Bürgermeister in der modernen Geschichte der Ukraine,
und behielt das Bürgermeisteramt bis zum 20. April 2006. Von 1999 bis 2006 war er auch Präsident des Verbandes der ukrainischen Städte. Bei den Bürgermeisterwahlen am 26. März 2006 erzielte er mit 20 % nur den dritten Platz hinter Vitali Klitschko mit 29 % der Stimmen und Leonid Tschernowezkyj, der mit 34 % Stimmanteil sein Nachfolger im Amt wurde. 2004 trat er bei der Präsidentschaftswahl in der Ukraine als Präsidentschaftskandidat an und erreichte mit 136.830 erhaltenen Stimmen lediglich 0, 48 %. Vom 23. November 2007 bis zum 12. Dezember 2012 war Omeltschenko für die Partei Blok Nascha Ukrajina – Narodna samooborona Mitglied der Werchowna Rada, dem ukrainischen Parlament. Ab Juni 2014 war er Mitglied des Kiewer Stadtrates.

## Ehrungen
Omeltschenko erhielt zahlreiche Auszeichnungen. So bekam er 1982 das Ehrenzeichen der Sowjetunion sowie 1986 den Orden des Roten Banners der Arbeit verliehen und wurde 1998 Großoffizier des portugiesischen Ordens des Infanten Dom Henrique. Des Weiteren ist Omeltschenko seit 2001 Held der Ukraine, seit 2013 Ehrenbürger von Kiew und Träger des Ordens Daniel von Galizien. Darüber hinaus war er Träger des Ordens des Fürsten Jaroslaw des Weisen III. (2006), IV. (1999) und V. (1998) Klasse.

## Privat
Oleksandr Omeltschenko war mit der Ingenieurin Ljudmyla (* 1945) verheiratet, Vater zweier Söhne (geboren 1966 und 1968) und lebte in Kiew. Er starb im November 2021 an den Folgen einer COVID-19-Erkrankung.